# Machaerium fulvovenosum
Machaerium fulvovenosum är en ärtväxtart som beskrevs av Haroldo Cavalcante de Lima. Machaerium fulvovenosum ingår i släktet Machaerium och familjen ärtväxter. Inga underarter finns listade i Catalogue of Life.